# Louis Thomas Gengoult
Pour les articles homonymes, voir Gengoult.
Louis Thomas Gengoult, né le 20 décembre 1767 à Toul, mort le 18 décembre 1846 à Toul, est un général français de la Révolution et de l’Empire.

## États de service
Il est le fils d'un notable, Laurent Gengoult, Maître-Orfèvre à Toul. 
Soldat au régiment d'Austrasie le 11 juillet 1784, caporal le 11 juin 1789, fourrier le 12 juin 1790, il passe avec ce dernier grade dans la Garde constitutionnelle du Roi le 1er janvier 1792. Licencié avec ce corps le 5 juin suivant, il entre le 20 juillet de la même année comme soldat dans le 7e bataillon de volontaires de la Meurthe, devenu 110e demi-brigade de première formation en l'an II, et 16e demi-brigade de deuxième formation en l'an IV, et y est reconnu capitaine le 28 du même mois.
Officier, Louis Thomas Gengoult participe de 1795 à 1815 aux campagnes de la Révolution, celles du Consulat puis celles de l’Empire. Il fait les campagnes de 1792 à l'an IX aux armées de la Moselle, de Sambre-et-Meuse, de Batavie et du Rhin, et passe chef de bataillon le 11 nivôse an IV.
Démissionnaire le 6 prairial suivant par suite de l'arrêté du Directoire exécutif du 30 ventôse même année, il rentre au service en qualité de chef de bataillon du 1er auxiliaire de la Meurthe le 14 thermidor an VII, en vertu de la loi du 14 messidor précédent, est incorporé dans la 42e demi-brigade le 28 pluviôse an VIII, et entre dans la 50e le 7 germinal suivant.
Employé en l'an XI sur le Rhin et en l'an XII à l'armée de Hanovre, il devient major du 103e régiment d'infanterie de ligne le 30 frimaire de cette dernière armée et membre de la Légion d'honneur le 4 germinal suivant. Il fait les campagnes des ans XII, 1806 et 1807, à la Grande Armée, a la jambe cassée en deux endroits au siège de Stralsund, et obtient le grade de colonel du 56e d'infanterie de ligne le 13 mai 1806.
Créé baron de l'Empire le 17 mars 1808, il fait la campagne de 1809 en Allemagne, est blessé d'un coup de boulet à la tête le 22 mai à la bataille d'Essling, et reçoit en récompense de sa conduite la croix d'officier de la Légion d'honneur le 16 juin 1809. Il est blessé une seconde fois à la bataille d'Eckmühl en avril de la même année.
Attaché en 1810 à la même armée, et au corps d'observation de la Hollande et promu général de brigade le 6 août 1811, il prend immédiatement le commandement d'une partie des troupes du camp de Boulogne. Employé au 3e corps de la Grande Armée au mois de février 1812, il fait la campagne de Russie. L'Empereur le nomme commandeur de la Légion d'honneur le 2 septembre suivant. Lors de la campagne de Russie (1812), il commande la 1re brigade de la 10e division d’infanterie du général Ledru, du 3e corps d’armée du maréchal Ney. Sa brigade se compose du 24e régiment d’infanterie légère (4 bataillons), du 1er régiment portugais d’infanterie de ligne et d’une compagnie d’artillerie, soit au total, 3 520 hommes. 
Il est blessé à la bataille de la Moskowa, le 7 septembre 1812 : il a l'omoplate droite atteinte d'un coup de biscaïen. Le 12 avril 1813 il sert au 1er corps de la Grande Armée et fait la campagne de Saxe ; le 12 mai, à l'affaire de Reicherstiegërland, il force l'ennemi de se rembarquer en toute hâte, après lui avoir tué ou blessé 400 hommes, fait autant de prisonniers et enlevé six pièces de canon. Il fait encore la guerre de 1814 en France.
Mis en non-activité après l'abdication de l'Empereur, par décision royale du 1er septembre 1814, et fait chevalier de Saint-Louis le 29 octobre de la même année, il reprend du service pendant les Cent-Jours au 3e corps d'observation le 6 avril 1815.
Aux batailles de Ligny (16 juin 1815) et de Wavre (18 juin 1815), il commande la 1re brigade de la 10e division d’infanterie du général Habert, du 3e corps d’armée du général Vandamme. Sa brigade se compose des 34e et 88e régiments d’infanterie de ligne, soit au total 2 761 hommes (6 bataillons). 
À Ligny, les brigades des généraux Gengoult et Dupeyroux sont envoyées par le général Vandamme au secours de la division Lefol alors en mauvaise posture près de Saint-Amand, « elles parviendront non seulement à culbuter les prussiens mais à prendre Saint Amand. »
Le 18 juin, le 3e corps d’armée du général Vandamme est placé sous le commandement suprême du maréchal Grouchy. Le 5 juillet 1815, il est nommé général de division.
Quelques jours plus tard, c’est la Restauration. Sa nomination au grade de lieutenant-général, signée par le gouvernement provisoire le 5 juillet, ayant été annulée par ordonnance royale du 1er août, on le replace à la non-activité au mois d'octobre suivant.
Réintégré dans l’armée avec le grade de maréchal de camp, il est nommé inspecteur général d'infanterie dans la 13e division militaire le 14 septembre 1816, puis il remplit les mêmes fonctions dans les 2e et 3e divisions par décision du 15 juillet 1818. Maintenu comme disponible sur le cadre de l'état-major général le 1er janvier 1819, on l'admet à la retraite le 1er janvier 1825, conformément aux dispositions de l'ordonnance du 1er décembre 1824. 
Remis en activité après la révolution de Juillet 1830, placé dans le cadre de réserve le 22 mars 1831 et le 19 novembre suivant (probablement peu de temps avant sa mise à la réserve), il est réintégré dans son grade de lieutenant-général avec effet rétroactif au 1er août 1815. Il prend définitivement sa retraite le 11 mai 1833, et se retire à Toul (Meurthe), où il meurt le 18 décembre 1846.

## Famille
Sa fille Marie Anne de Gengoult épouse Edmond Pellissier de Reynaud, officier d'état-major, diplomate historien, célèbre auteur des annales algériennes.

## Source partielle
« Louis Thomas Gengoult », dans Charles Mullié, Biographie des célébrités militaires des armées de terre et de mer de 1789 à 1850, 1852 [détail de l’édition]